# Harding-Birch Lakes (Alasca)
Harding-Birch Lakes é uma Região censo-designada localizada no estado americano de Alasca, no Distrito de Fairbanks North Star.

## Demografia
Segundo o censo americano de 2000, a sua população era de 216 habitantes.

## Geografia
De acordo com o United States Census Bureau, a localidade tem uma área de 605,0 km², dos quais 566,6 km² cobertos por terra e 38,4 km² cobertos por água.

## Localidades na vizinhança
O diagrama seguinte representa as localidades num raio de 56 km ao redor de Harding-Birch Lakes.